# Pfarrkirche Rohrendorf bei Krems

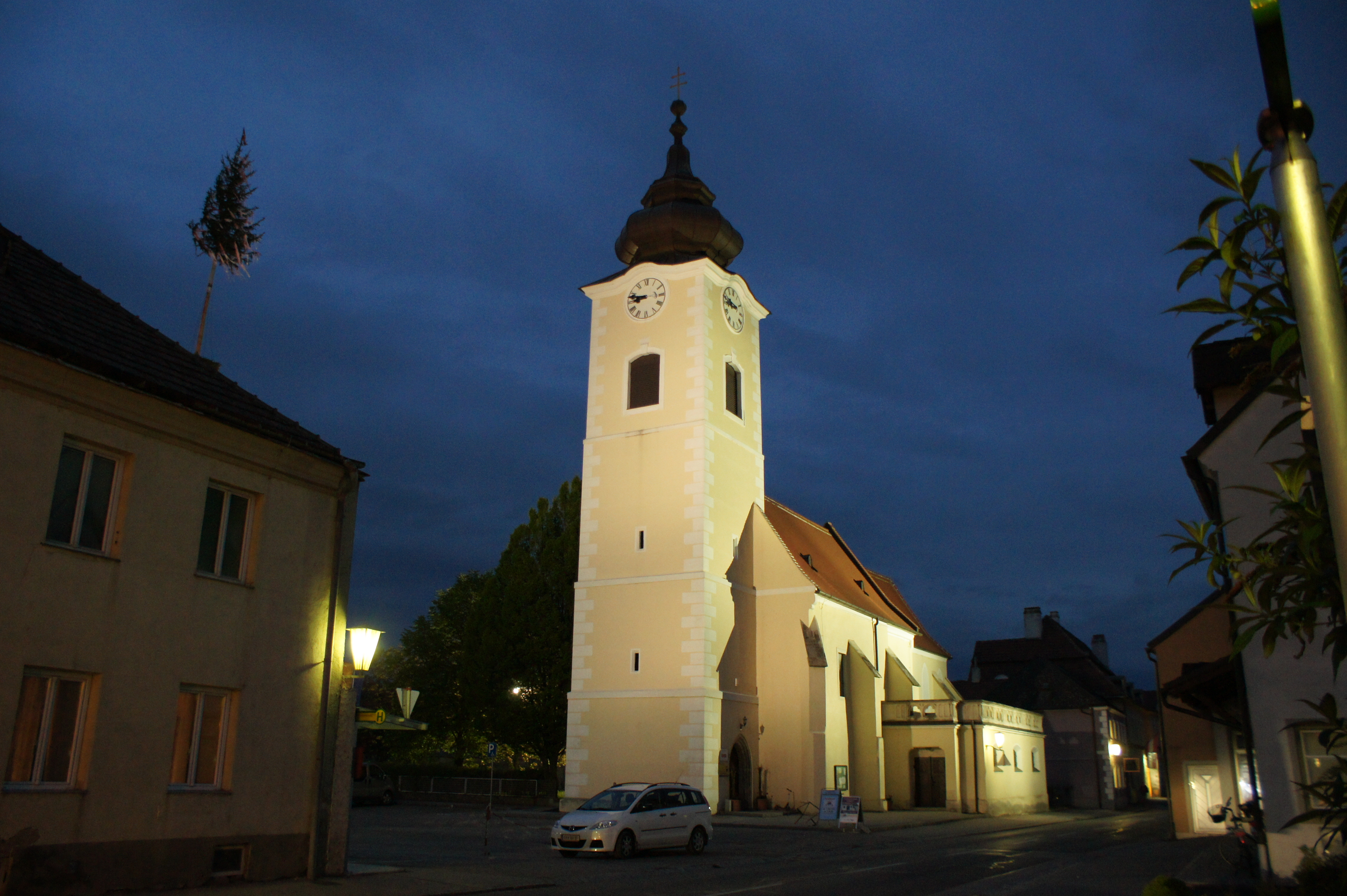
Katholische Pfarrkirche hl. Koloman in Rohrendorf bei Krems

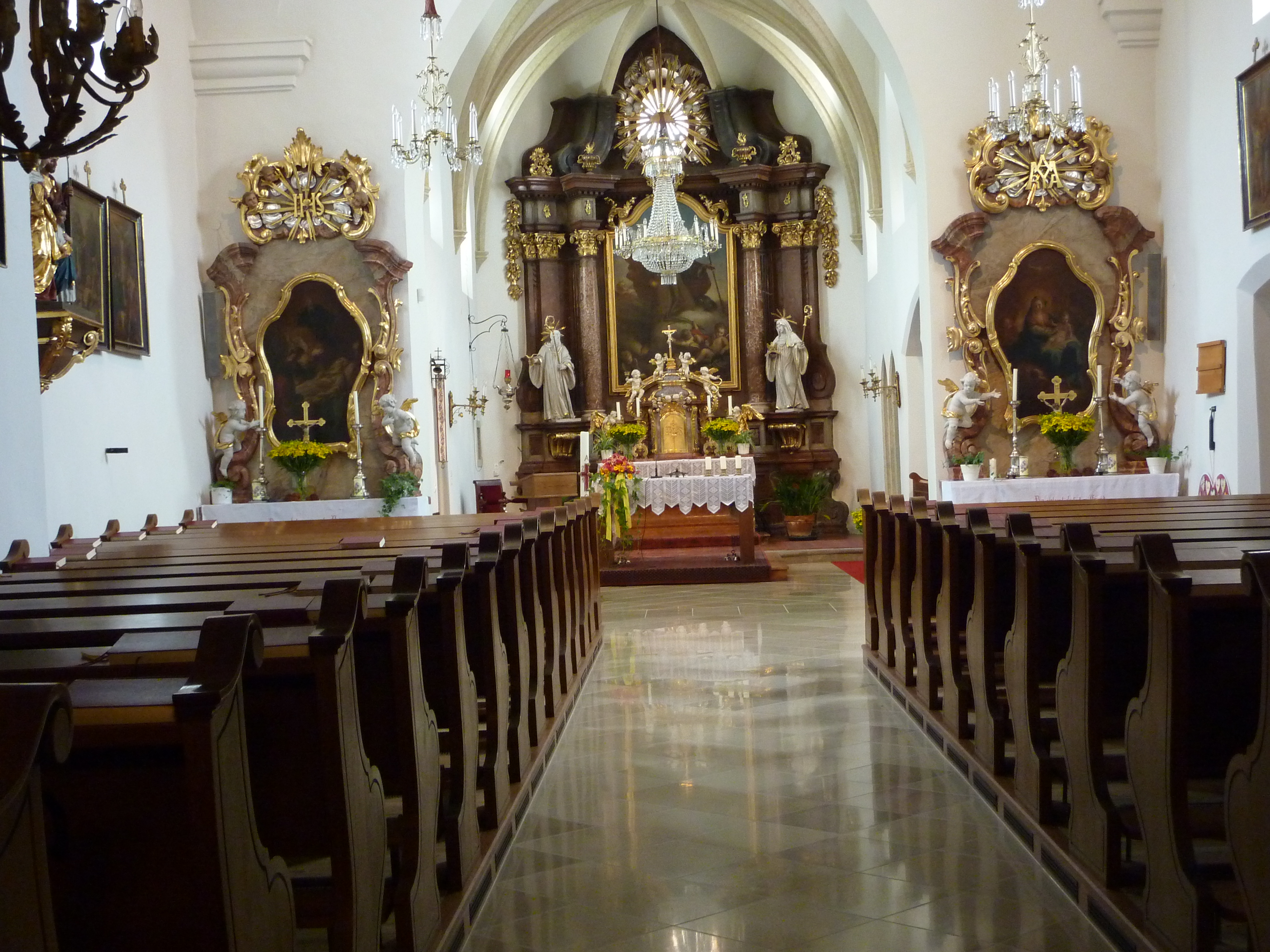
Langhaus, Blick zum Chor

Die römisch-katholische Pfarrkirche Rohrendorf bei Krems steht an der Durchgangsstraße der Ortschaft Oberrohrendorf der Gemeinde Rohrendorf bei Krems im Bezirk Krems-Land in Niederösterreich. Die dem Patrozinium des hl. Koloman unterstellte Pfarrkirche gehört zum Dekanat Krems in der Diözese St. Pölten. Die Kirche steht unter Denkmalschutz (Listeneintrag).

## Architektur
Die im Kern gotische und barockisierte Saalkirche mit einem gotischen Chor hat einen Westturm.
Das Kirchenäußere zeigt am Langhaus und Chor Strebepfeiler und am Chor ein Dreipassfenster. Der mächtige Westturm, der Westfront vorgestellt, hat ein barockes Glockengeschoß mit Segmentbogenfenstern, er trägt einen Zwiebelhelm, das profilierte Spitzbogenportal ist aus dem Ende des 14. Jahrhunderts. Südlich steht ein Anbau unter einem Flachdach mit einer neugotischen Maßwerkbalusstrade, das Portal nennt 1909.
Das Kircheninnere zeigt ein zweijochiges Langhaus unter einem Kreuzgratgewölbe auf quadratischen Travéen auf Wandpfeilern aus dem 17. Jahrhundert und eine Westempore. Der eingezogene Triumphbogen ist spitzbogig. Der zweijochige Chor mit einem Fünfachtelschluss hat ein Kreuzrippengewölbe auf Trichterkonsolen und Schlusssteine aus dem Ende des 14. Jahrhunderts, es gibt eine Sakramentsnische sowie eine abgefaste Dreiecknische und in der Südwand eine Sessionsnische mit einer Spitzbogenrahmung und Dreipassmaßwerk. Die Turmvorhalle hat ein Kreuzrippengewölbe mit einem Rosettenschlussstein auf einer wirtelartigen Kragkonsole.
Die neugotischen Glasmalereien um 1909 zeigen die Heiligen Franziska, Josef, Franziskus, Laurentius, Leopold und Barbara.

## Einrichtung
Der Hochaltar aus der zweiten Hälfte des 18. Jahrhunderts ist ein säulen- und pilastergegliedertes Retabel mit Volutenflanken auf einem Sockel, er zeigt das Altarblatt hl. Koloman von Josef Neugebauer 1867 flankiert von den Figuren hl. Benedikt und Heiliger, der Tabernakel zeigt Rocailledekor.
Die zwei Seitenaltäre mit Voluten- und Kartuschenretabel mit Putten entstanden in der zweiten Hälfte des 18. Jahrhunderts, sie tragen Altarblätter von Martin Johann Schmidt, links Tod der hl. Scholastika und rechts Maria mit Kind.
Das Orgelgehäuse in barocken Formen beinhaltet ein Werk von Joseph Gatto 1814/1815.

## Grabdenkmäler
- Grabstein zu Hainrich Rentl 1456.